# Твороговы
Твороговы (Твароговы) — дворянский род, древнего дворянства.
Фамилии Твороговых, за Матвеем Григорьевым сыном Твароговым, по Государевой грамоте 1630 года и по писцовым книгам состояли поместья. Равным образом и другие многие сего рода Твороговы, Российскому Престолу служили в разных чинах и владели деревнями.
Фёдор Григорьевич Творогов московский дворянин (1695).

## Описание герба
В щите, разделённом перпендикулярно надвое, в правой половине в голубом поле находится серебряный панцирь, в середину которого диагонально вонзены две стрелы, а в левой половине в красном поле
крестообразно положены два золотые меча, остроконечием вверх (польский герб Пелец).
Щит увенчан дворянскими шлемом и короной. Нашлемник: три страусовых пера. Намёт на щите голубой и красный, подложенный золотом и серебром. Щитодержатели: с правой стороны лев, а с левой страус. Герб рода Твороговых внесён в Часть 7 Общего гербовника дворянских родов Всероссийской империи, стр. 82.